# Raymond Jean
Raymond Jean, né le 21 novembre 1925 à Marseille (Bouches-du-Rhône) et mort le 3 avril 2012 à Gargas (Vaucluse), est un écrivain et essayiste français.

## Biographie
Il est admis en classes préparatoires littéraires au Lycée Thiers de Marseille après avoir obtenu son baccalauréat.
Il est enseignant au Maroc quand il signe, en 1959, le manifeste des 481 Français appelant la France à ouvrir des négociations avec le gouvernement provisoire de la République algérienne, ce qui lui vaut son rappel en France.
Il fut longtemps professeur à l'université d'Aix-en-Provence et fut collaborateur du Monde, de la Quinzaine littéraire et d'Europe. Il est l'auteur de près de quarante livres, romans, essais, nouvelles. Il a entre autres publié des essais sur la poésie, La Poétique du désir, le roman Un portrait de Sade et des récits dont La Lectrice, adaptée au cinéma par Michel Deville, La Vive ou L'Attachée. Michel del Castillo a montré dans Les Écrous de la haine qu'il avait été un des plus fidèles soutiens de son ancienne étudiante Gabrielle Russier.
Il fut également conseiller régional apparenté Parti communiste français (PCF) en Provence-Alpes-Côte d'Azur lors des régionales de 1992.

## Décorations
- Commandeur de l'ordre national du Mérite

Raymond Jean est nommé commandeur de l'ordre national du Mérite par décret sur le contingent du Premier ministre, au titre de « professeur émérite, écrivain ».

## Œuvres
- Le Bois vert, Seghers, 1953
- Les Ruines de New York, Albin Michel, 1959
- La Conférence, Albin Michel, 1961
- Les Grilles, Albin Michel, 1963
- Nerval, Seuil, 1964
- La Littérature et le Réel : de Diderot au « Nouveau roman », Albin Michel, 1965
- Le Village, Albin Michel, 1966
- Éluard, Seuil, 1966
- La Vive, Seuil, 1968
- Pour Gabrielle, Seuil, 1971
- Les Deux Printemps, Seuil, 1971
- La Ligne 12, Seuil, 1971
- La Femme attentive, Seuil, 1974
- La Poétique du désir, Seuil, 1975
- La Fontaine obscure, Seuil, 1976
- Pratique de la littérature, Seuil, 1978
- La Rivière nue, Seuil, 1978
- La Singularité d'être communiste, Seuil, 1979
- Photo souvenir, Seuil, 1980
- L., Seuil, 1982
- Choses parlées, avec Eugène Guillevic, Champ Vallon, 1982
- Un fantasme de Bella B., Actes Sud, 1983 Bourse Goncourt de la nouvelle
- Roseaux et lavandes, L'Image au langage liée, 1983
- L'Or et la Soie, Seuil, 1983
- Les Lunettes, Gallimard, 1984
- Jean Tortel, Seghers/Poètes d'aujourd'hui, 1984
- Belle clarté, chère raison, Desclée de Brouwer, 1985
- Cézanne, la vie, l'espace, Seuil, 1986
- La Lectrice, Actes Sud, 1986Adaptation au cinéma réalisée par Michel Deville, avec Miou-Miou, 1987
- Transports, Actes Sud, 1988Adaptation pour la télévision réalisée par Alain Wermus sous le titre de Tous les hommes sont menteurs, France 2, 1996
- La Dernière Nuit d'André Chénier, Albin Michel, 1989
- Mademoiselle Bovary, Actes Sud, 1991
- L'Attachée, Actes Sud 1993
- La Cafetière, Actes Sud, 1995
- Le Clou, dialogue en sept journées, Le Temps des Cerises, 1995
- Le Dessus et le Dessous, ou l'Érotique de Mirabeau, Actes Sud, 1997
- Les Perplexités du juge Douglas, Actes Sud, 1999
- Le Roi de l'ordure, Actes Sud, 1999
- Tutoiements, Arléa, 2000
- Un portrait de Sade, Actes Sud, 2000
- La Terre est bleue, Renaissance du livre, 2002
- Clotilde, ou le Second procès de Baudelaire, Actes Sud, 2002
- Le Livre et Le Mot, essai, Actes Sud, 2004
- La Leçon d'écriture, nouvelles, L'Aube, 2009
- Légère et court vêtue, ou Lubie en Luberon, Éditions du Luberon, 2011